# Heuschreckbrunnen

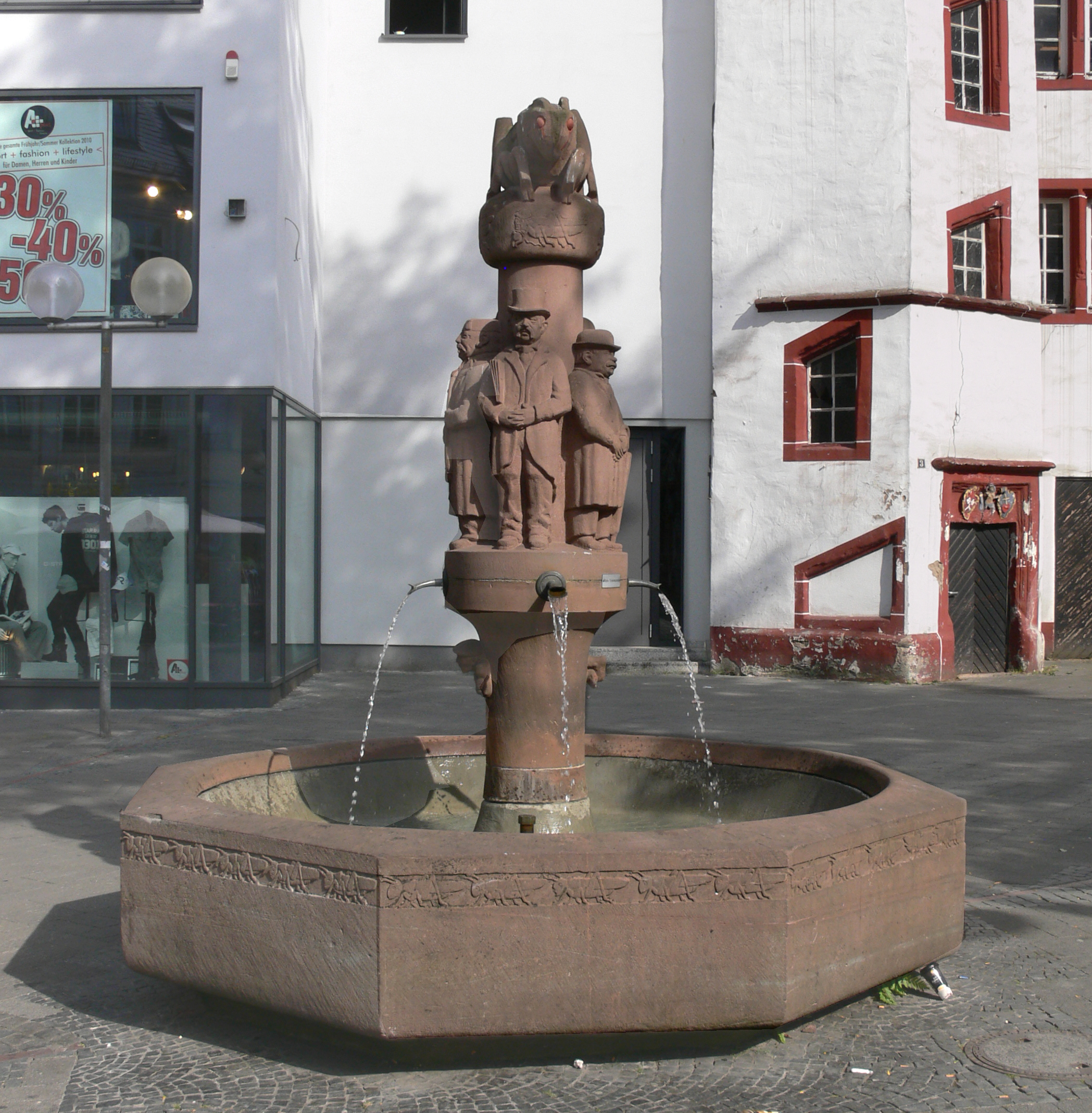
Der Trierer Heuschreckbrunnen

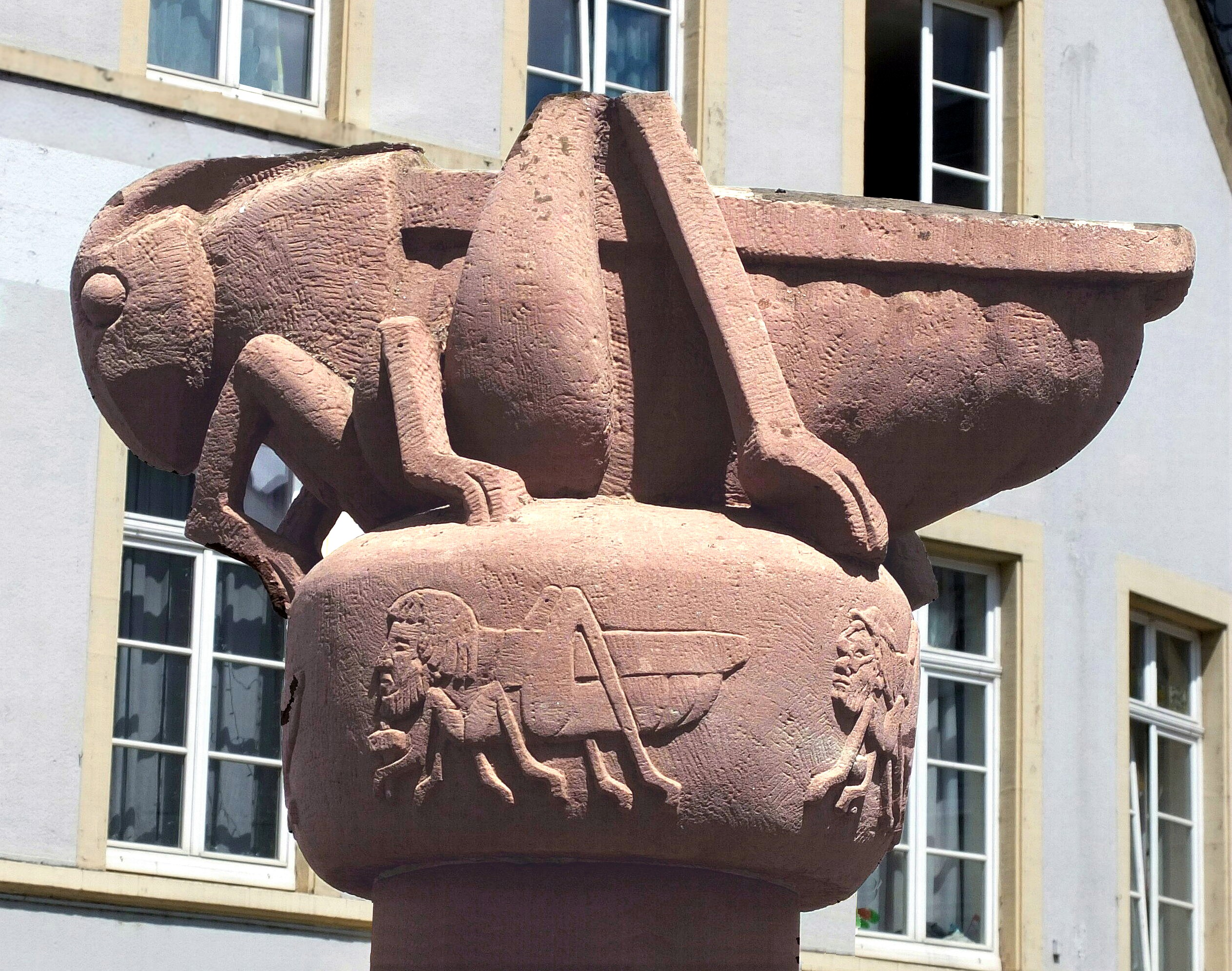
Die Heuschrecke

Der Heuschreckbrunnen wurde 1977 von der Karnevalsgesellschaft Heuschreck der Stadt Trier als Schenkung übergeben. Dargestellt sind fünf Trierer Originale, ein Selbstporträt des Bildhauers und eine überlebensgroße Heuschrecke.

## Entstehung
Im Auftrag der Karnevalsgesellschaft Heuschreck, unterstützt von privaten Spendern, wurde der Heuschreckbrunnen von dem Bildhauer Willi Hahn geschaffen. Der Brunnen wurde aus einem 40 Tonnen schweren Sandsteinblock aus Aach bei Trier herausgearbeitet und an der Kreuzung von Fleischstraße, Stresemannstraße und Nagelstraße errichtet. Am 6. Mai 1977 wurde er vom Heuschreck-Präsidenten und Alt-Oberbürgermeister Josef Harnisch dem damaligen Trierer Oberbürgermeister Carl-Ludwig Wagner feierlich übergeben. Der Übergabe folgte ein dreitägiges Fest für die Trierer Bevölkerung auf dem Brunnenplatz.

## Beschreibung
Über der achteckigen Brunnenschale hat sich der Bildhauer selbst porträtiert. An der zur Fußgängerzone gewandten Seite des Brunnenschafts schaut Willi Hahn hervor, in beiden Händen sein Steinmetzwerkzeug haltend. Auf der gegenüberliegenden Seite ragen seine Füße aus der Säule heraus. Weiter oben sind die Figuren von fünf Trierer Originalen am Brunnenschaft angelehnt. Bekrönt wird den Brunnen von einer überlebensgroßen Heuschrecke.

Figuren auf dem Brunnen:

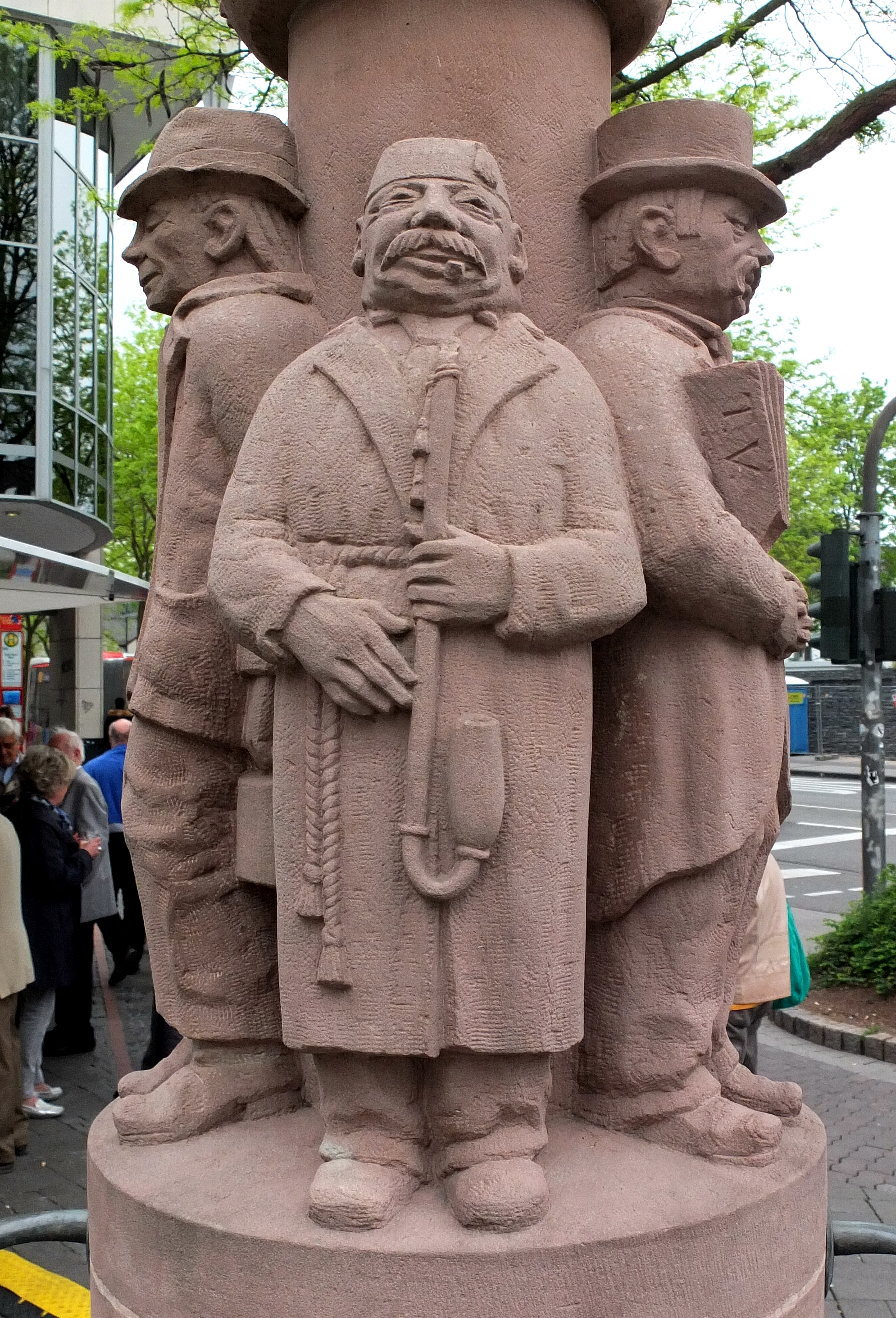
Fischers Maathes
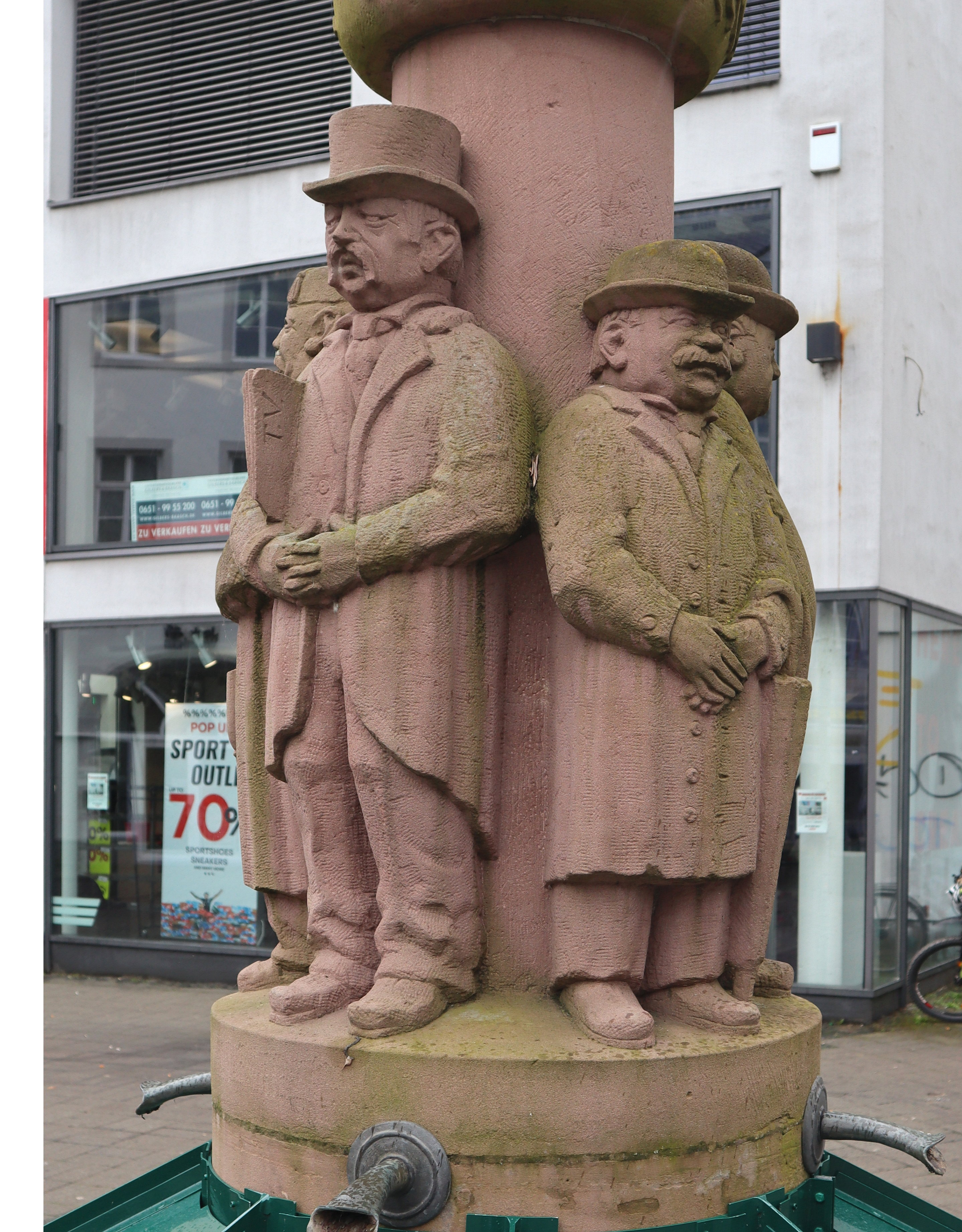
Koorscht o Kneisjen
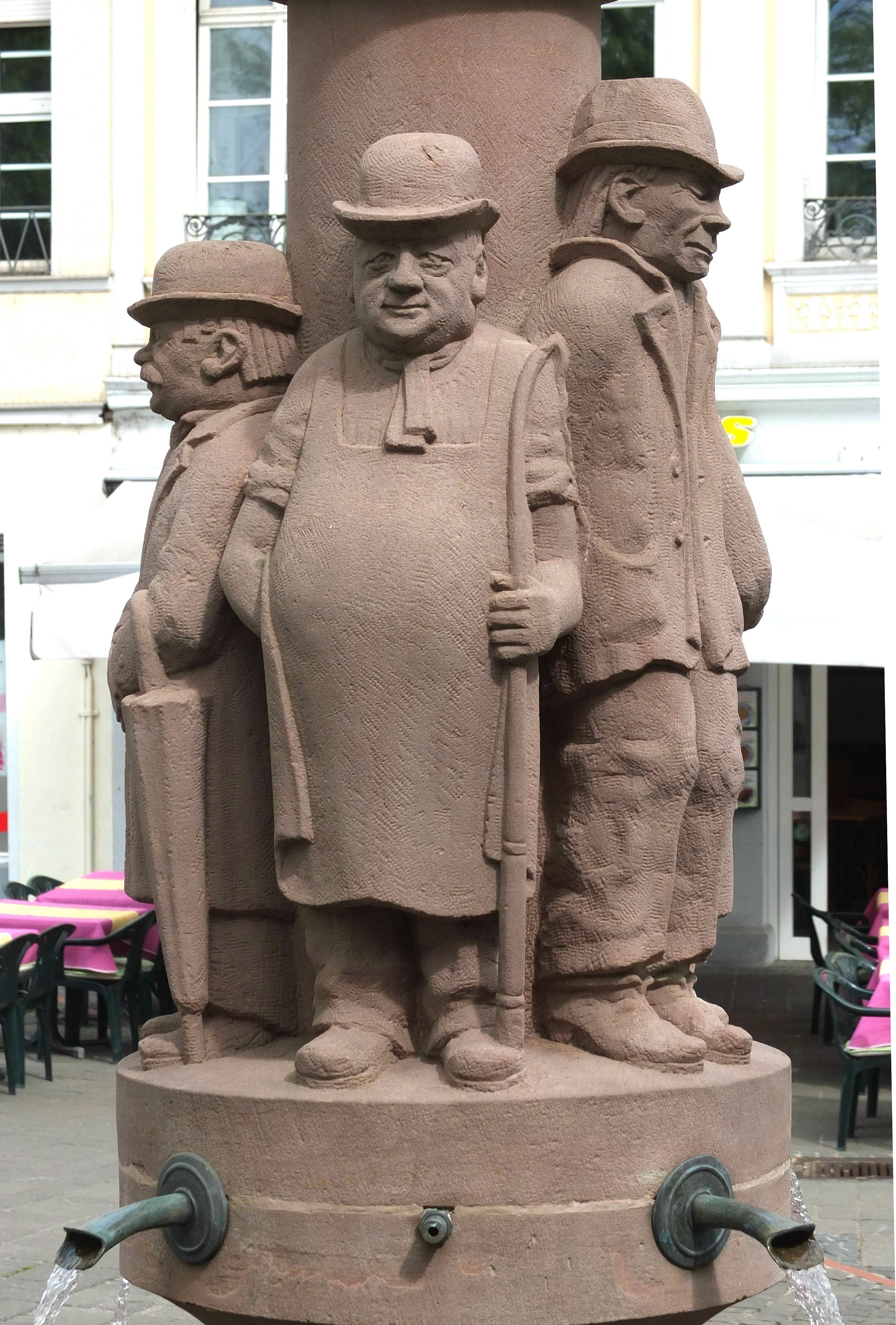
Krons Ton
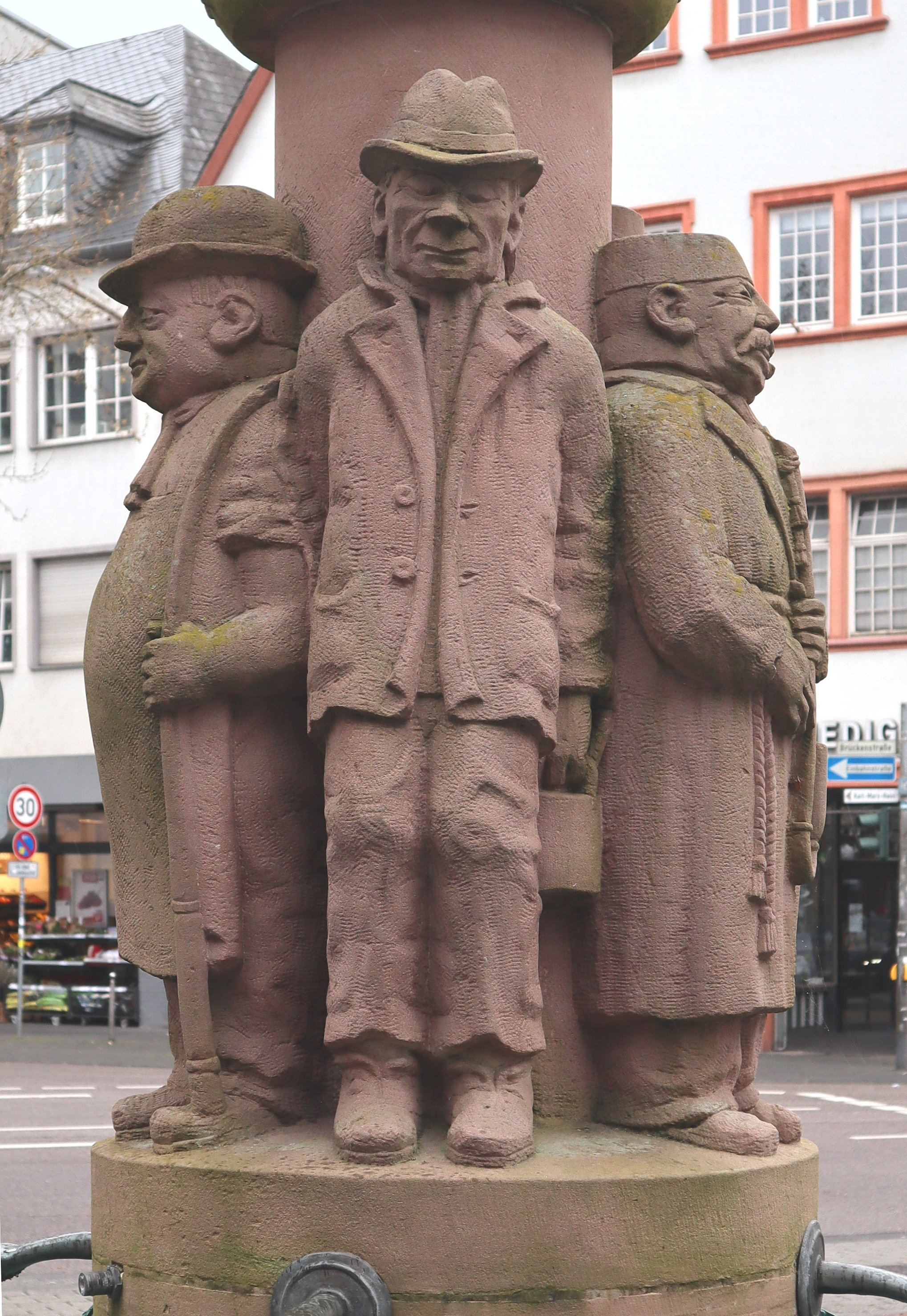
Wichshänsjen
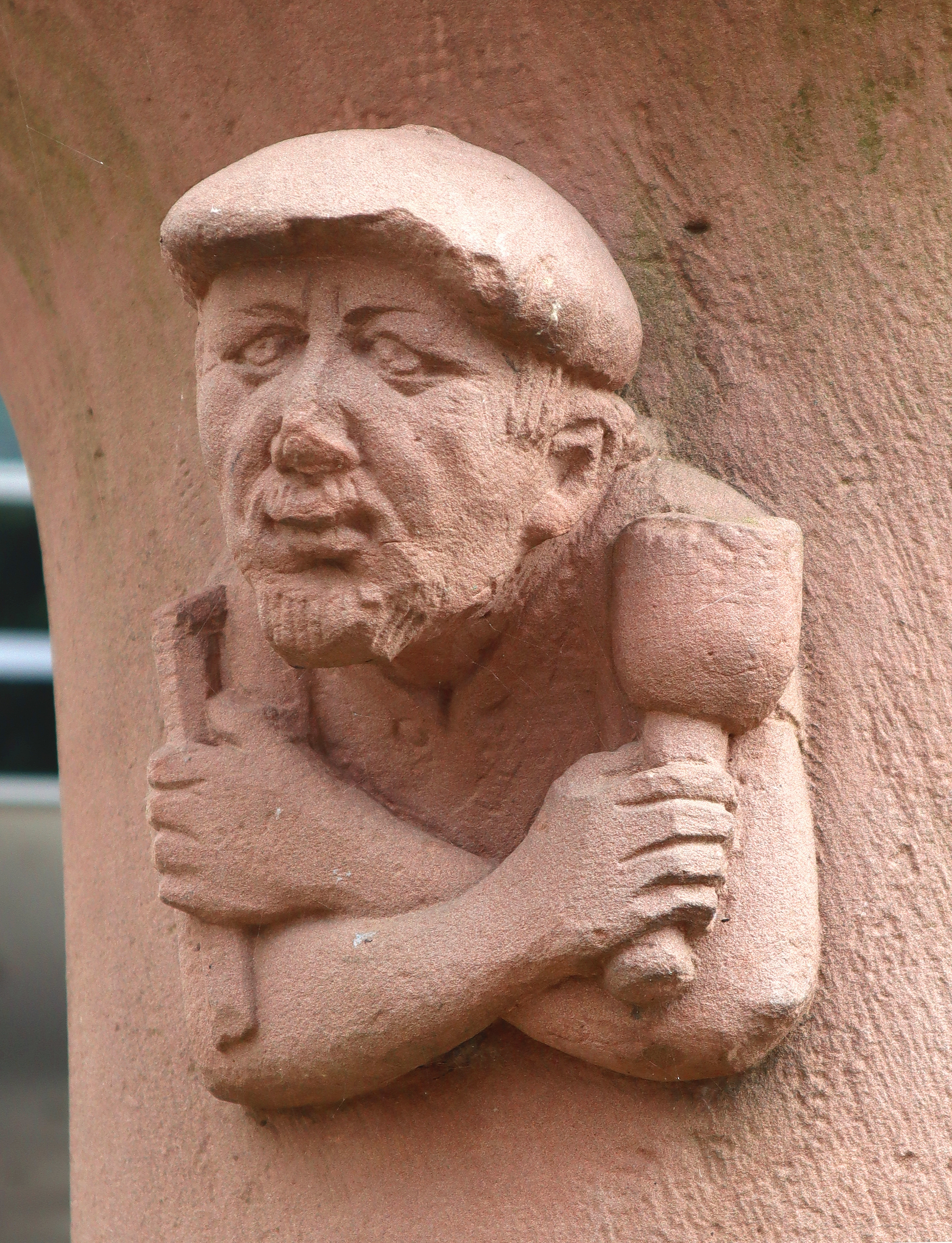
Will Hahn

Fischers Maathes

Mathias Fischer (1822–1879) betrieb einen Kolonialwarenladen in der Trierer Innenstadt. Er war Mitglied des Kleinen Rates der KG Heuschreck. Um seine Person rankt sich eine Fülle von Legenden, die von Generation zu Generation weitergegeben werden, jedoch teilweise nicht belegbar sind. Sicher ist, dass er ein stadtbekannter Komiker war.

Koorscht o Kneisjen

Werner Becker (1922–2003) und Hans Kuhn (1921–1993) waren Büttenredner der KG Heuschreck, die im Dialog die Lokalpolitik aufs Korn nahmen. Sie prägten von 1959 bis 1993 in Trierer Mundart den Sitzungskarneval im Heuschreck. Werner Becker fungierte zudem als Vizepräsident der Gesellschaft, als Programmdirektor und als Buchautor.

Krons Ton

Toni Kron (1905–1963) verkörperte im Karneval den Urtypus des Kellermeisters mit blauer Küferschürze und Halbzylinder. Der stadtbekannte Spaßvogel betrieb in der Weberbach eine Gaststätte, die seinen Namen trug: „Onkel Ton“. 

Wichshänsjen

Johann Leidners (1827–1901) Pseudonym „Wichshänsjen“ leitete sich von seinem Beruf ab. Er stellte selbst Schuhwichse her, die er täglich in einem kleinen Eimer durch die Stadt trug und feilbot.

Willi Hahn

Der in Saarbrücken geborene Bildhauer Willi Hahn (1920–1995) schuf eine Fülle an Kunstwerken weit über die Grenzen seiner Heimat hinaus. Im Jahr 1952 zog er mit seiner Familie nach Trier, wo er maßgeblich an der Restaurierung des Kreuzgangs der Benediktinerabtei St. Matthias beteiligt war, für den er 38 Kapitelle mit alt- und neutestamentlichen Motiven schuf.

## Heutige Nutzung
In den Wintermonaten ist die Brunnenschale mit Metallplatten vor Frostschäden und Verschmutzung geschützt. Die einzelnen Platten sind mit Informationen über die dargestellten Figuren beschriftet. Ab April eines jeden Jahres führt der Brunnen wieder Wasser. In unregelmäßigen Abständen feiert die KG Heuschreck am Platz um den Heuschreckbrunnen ihr Brunnenfest für Mitglieder der Gesellschaft sowie für interessierte Trierer Bürger und Touristen. 